# Wyższa Szkoła Administracji Publicznej w Szczecinie

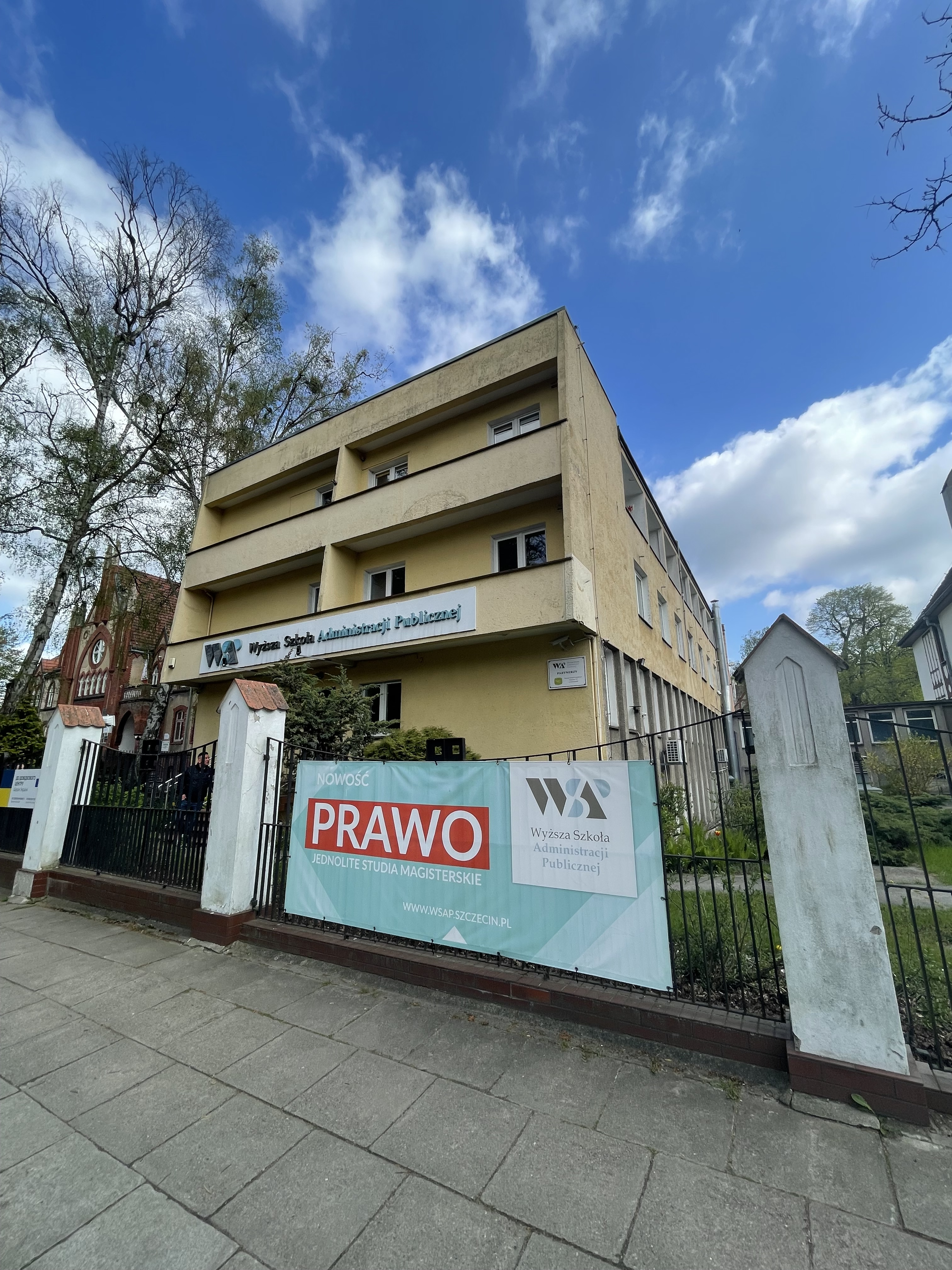
Siedziba Uczelni

Wyższa Szkoła Administracji Publicznej w Szczecinie – niepubliczna wyższa szkoła zawodowa w Szczecinie, założona w 1995 roku przez Fundację Rozwoju Demokracji Lokalnej. Uczelnia została wpisana do rejestru uczelni niepaństwowych pod numerem 57 na podstawie zarządzenia nr DNS 3-0145-119/2/AM/95 Ministra Edukacji Narodowej z dnia 29 maja 1995 roku.
Państwowa Komisja Akredytacyjna w Uchwale Nr 1016/2009 z dnia 19 listopada 2009 r. w sprawie jakości kształcenia na kierunku „administracja” na poziomie studiów pierwszego stopnia wydała WSAP ocenę pozytywną.
Pierwszym rektorem uczelni był dr Włodzimierz Puzyna.

## Władze uczelni
- Rektor: dr Magdalena Fiternicka-Gorzko (od 2012)
- Dziekan Wydziału Administracji i Nauk Społecznych: dr Rafał Kuligowski
- Kanclerz uczelni: mgr Wojciech Domański

## Kształcenie
Uczelnia daje możliwość podjęcia studiów I i II stopnia na kierunku Administracja, studiach jednolitych magisterskich na kierunku Prawo oraz naukę na studiach podyplomowych, MBA i MPA. Program nauczania obejmuje praktyki zawodowe z możliwością realizacji w kraju lub za granicą. Uczelnia prowadzi seminaria, praktyki zawodowe i wymianę studentów.